# Маркато, Марко
Марко Маркато (итал. Marco Marcato; род. 11 февраля 1984 в Сан-Дона-ди-Пьяве, область Венеция, Италия) — итальянский профессиональный шоссейный велогонщик, выступающий за команду мирового тура «UAE Team Emirates».

## Достижения
2005
1-й Этап 2 Тур Словении
2006
1-й Этап 4 Вуэльта Чиуауи
3-й Гран-при Прато
2007
1-й Этап 5 Тур Ирландии
2-й Гран-при Пино Черами
2-й Джиро делла Романья
2009
3-й Тур Люксембурга
1-й  Молодёжная классификация
8-й Тур Польши
2010
1-й  Горная классификация Франко-Бельгийское кольцо
2-й Тур Валлонии
2-й Дрёйвенкурс Оверейсе
2-й Джиро ди Тоскана
2-й Кубок Сабатини
3-й Гран-при Пино Черами
8-й Амстел Голд Рейс
9-й Гран-при Плуэ
10-й Ваттенфаль Классик
2011
1-й Тур Вандеи
2-й Этуаль де Бессеж
2-й Париж — Тур
2-й Гран-при Пино Черами
3-й Тур Польши
7-й Гран-при Монреаля
8-й Гран-при Квебека
2012
1-й Париж — Тур
1-й Этап 4 Этуаль де Бессеж
2-й Гран-при Марсельезы
3-й Кольцо Латарингии
6-й Гран-при Плуэ
7-й Гент — Вевельгем
2014
10-й Энеко Тур
2015
2-й Классик Луар-Атлантик
2-й Дрёйвенкурс Оверейсе
2-й Гран-при Прато
3-й Тур Дании
2016
3-й Дрёйвенкурс Оверейсе

## Статистика выступлений

### Гранд-туры
| Гонка           | 2009 | 2010 | 2011 | 2012 | 2013 | 2014 | 2015 | 2016 | 2017 | 2018 |
| --------------- | ---- | ---- | ---- | ---- | ---- | ---- | ---- | ---- | ---- | ---- |
| Джиро д'Италия  | —    | —    | —    | —    | 75   | —    | —    | —    | 113  | 69   |
| Тур де Франс    | —    | —    | 87   | 67   | —    | 80   | —    | —    | 96   | 126  |
| Вуэльта Испании | 63   | —    | —    | —    | —    | —    | —    | —    | —    | —    |

| —  | Не участвовал  |
| НФ | Не финишировал |